# Elias Fausto
Elias Fausto es un municipio brasileño del estado de São Paulo. Se localiza a una latitud 23º02'34" sur y a una longitud 47º22'26" oeste, estando a una altitud de 605 metros. Su población estimada en 2004 era de 15.045 habitantes.

## Demografía
Datos del Censo - 2000
Población Total: 1.864.013.888
- Urbana: 10.269
- Rural: 3.619
- Hombres: 7.144
- Mujeres: 6.744

Densidad demográfica (hab./km²): 68,92
Mortalidad infantil hasta 1 año (por mil): 14,59
Expectativa de vida (años): 71,91
Tasa de fertilidad (hijos por mujer): 2,88
Tasa de Alfabetización: 89,14%
Índice de Desarrollo Humano (IDH-M): 0,768
- IDH-M Salario: 0,683
- IDH-M Longevidad: 0,782
- IDH-M Educación: 0,840

(Fuente: IPEADATA)

## Hidrografía
- Río Tietê
- Río Capivari

## Carreteras
- SP-101
- SP-308